# All the Money in the World
All the Money in the World is een Amerikaanse film uit 2017, geregisseerd door Ridley Scott, gebaseerd op het waargebeurde verhaal van de ontvoering van John Paul Getty III, in 1995 door John Pearson opgeschreven in het boek Painfully Rich: The Outrageous Fortunes and Misfortunes of the Heirs of J. Paul Getty.

## Verhaal
Nadat de zestienjarige John Paul Getty III (Charlie Plummer) in 1973 wordt ontvoerd door de georganiseerde misdaadorganisatie 'ndrangheta, probeert zijn moeder Gail Harris (Michelle Williams), zijn rijke grootvader, oliemagnaat Jean Paul Getty (Christopher Plummer) wanhopig te overtuigen het losgeld te betalen. Wanneer hij weigert, contacteert Gail Getty's zaakvoerder en voormalig CIA-agent Fletcher Chase (Mark Wahlberg) om haar zoon te bevrijden of Getty van gedachten te laten veranderen voordat het te laat is.

## Rolverdeling
| Acteur              | Personage           |
| ------------------- | ------------------- |
| Michelle Williams   | Abigail Harris      |
| Mark Wahlberg       | Fletcher Chace      |
| Charlie Plummer     | John Paul Getty III |
| Christopher Plummer | John Paul Getty     |
| Timothy Hutton      | Oswald Hinge        |
| Stacy Martin        | Secretaresse        |
| Andrew Buchan       | John Paul Getty jr. |
| Romain Duris        | Cinquanta           |
| Marco Leonardi      | Saverio Mammoliti   |
| Giuseppe Bonifati   | Giovanni Iacovoni   |
| Nicolas Vaporidis   | Il Tamia "Chipmunk" |

## Productie
Op 13 maart 2017 werd aangekondigd dat Ridley Scott het script van David Scarpa over de ontvoering van John Paul Getty III zou regisseren. Op 31 maart werd aangekondigd dat Michelle Williams en Kevin Spacey de rollen van respectievelijk Abigail Harris en John Paul Getty zouden vertolken en dat ook Mark Wahlberg bij de cast toegevoegd werd. De filmopnamen gingen van start op 31 mei 2017.
Toen begin oktober Kevin Spacey werd beschuldigd van seksuele intimidatie en aanranding, werd besloten om de geplande filmpremière op het AFI Fest op 16 november uit te stellen en de rol van Jean Paul Getty te laten heropnemen met deze maal Christopher Plummer in de rol. De film ging op 18 december 2017 in première in het Samuel Goldwyn Theater in Beverly Hills.

## Nominaties
De belangrijkste:
| Jaar | Prijs              | Categorie                      | Genomineerde(n)     |
| ---- | ------------------ | ------------------------------ | ------------------- |
| 2017 | Golden Globe Award | Beste actrice in een dramafilm | Michelle Williams   |
| 2017 | Golden Globe Award | Beste mannelijke bijrol        | Christopher Plummer |
| 2017 | Golden Globe Award | Beste regie                    | Ridley Scott        |